# Euselasia satyroides
Euselasia satyroides är en fjärilsart som beskrevs av Percy I. Lathy 1926. Euselasia satyroides ingår i släktet Euselasia och familjen Riodinidae. Inga underarter finns listade i Catalogue of Life.